# ديلبرت إي. وونغ
ديلبرت إي. وونغ (بالإنجليزية: Delbert E. Wong)‏ هو قاضي أمريكي، ولد في 17 مايو 1920 في هانفورد في الولايات المتحدة، وتوفي في 10 مارس 2006.